# JS Talangaï
Jeunesse Sportive de Talangaï w skrócie JS Talangaï – kongijski klub piłkarski grający w kongijskiej pierwszej lidze, mający siedzibę w mieście Brazzaville.

## Sukcesy
- Puchar Konga[1]:
  - zwycięstwo (1): 2007

## Występy w afrykańskich pucharach
| Sezon | Rozgrywki           | Runda   | Kraj    | Klub              | Dom | Wyjazd | Dwumecz |
| ----- | ------------------- | ------- | ------- | ----------------- | --- | ------ | ------- |
| 2007  | Puchar Konfederacji | wstępna | Kamerun | Les Astres FC     | 0–2 | 0–1    | 0–3     |
| 2008  | Puchar Konfederacji | wstępna | Kamerun | Mount Cameroon FC | 2–1 | 1–4    | 3–5     |

## Stadion
Domowe mecze klub rozgrywa na stadionie o nazwie Stade Alphonse Massemba-Débat w Brazzaville, który może pomieścić 33 037 widzów.

## Reprezentanci kraju grający w klubie od 2011 roku
Stan na styczeń 2023.
| - Sidoine Beaullia - Kader Bidimbou - Landry Djimbi - Bermagin Kangou - Cosme Mavoungou - Brel Mohendiki - Yann Mokombo | - Imouélé Ngampio - Saïde Nkounga - Exaucé Nzaou - Faria Jobel Ondongo - Julfin Ondongo - Amedé Masasi |